# Larresoro
Larresoro (en francès i oficialment Larressore) és un municipi d'Iparralde al territori de Lapurdi, que pertany administrativament al departament dels Pirineus Atlàntics (regió de la Nova Aquitània).
La comuna es troba recorreguda pel curs del Nive, afluent de l'Adur, i limita al nord amb Uztaritze, al nord-est amb Haltsu i Jatsu, a l'est amb Kanbo i al sud amb Ezpeleta i Itsasu.

## Economia
Larressore és un centre d'elaboració de conserves de pebrot d'Ezpeleta en diversos condicionaments. També disposa d'un taller artesanal per a la fabricació de makila, bastons de camp tradicionals bascos.

## Demografia
| 1901 | 1962 | 1968 | 1975 | 1982 | 1990 | 1999 |
| ---- | ---- | ---- | ---- | ---- | ---- | ---- |
| 824  | 670  | 782  | 940  | 1057 | 1148 | 1320 |
|      |      |      |      |      |      |      |

## Administració
| Data d'élecció                               | Identitat            | Qualitat |
| -------------------------------------------- | -------------------- | -------- |
| Les dades anteriors a 1995 no són conegudes. |                      |          |
| 1995                                         | Jean-Michel Lamerens |          |
| 2001                                         | Jean-Michel Lamerens |          |